# Matthew Baillie
Pour les articles homonymes, voir Baillie.
Matthew  Baillie ou Mathieu Baillie est un anatomiste écossais, né le 27 octobre 1761 à Shotts, North Lanarkshire, en Écosse, et mort le 23 septembre 1823 à Duntisbourne, Gloucestershire.

## Biographie
Neveu de William Hunter (1718–1783), Mathieu Baillie fut médecin de la princesse de Galles et de George III, établit avec George Cruikshank un cours d'anatomie à Londres, y fonda le cabinet d'anatomie pathologique. Matthew Baillie est devenu membre de la Royal Society le 3 juin 1790.
Il rédigea un remarquable manuel d'anatomie pathologique (1795), traduit en français par Denis François Noël Guerbois sous le titre de Anatomie pathologique des organes les plus importants du corps humain (1815). Il fit paraître An anatomical Description of the human gravid uterus... (Londres, 1794) et The Morbid Anatomy of some of the most important parts of the human body (J. Johnson et C. Nicol, Londres, 1797).
Sa sœur est la poétesse Johanna Baillie.